# 村上雅則
村上 雅則（むらかみ まさのり、1944年5月6日 - ）は、山梨県北都留郡七保村（現：大月市）出身の元プロ野球選手（投手）・指導者、解説者・評論家。

## 概要
投手としてNPB（南海ホークス、日本ハムファイターズ）では3度のリーグ優勝に貢献。個人ではNPBで合計1個のタイトルを獲得している。
アジア人初のメジャーリーガーである。メジャー時代の愛称は「マッシー・ムラカミ」。

## 経歴

### 生い立ち
父・清は村上の出生時には既に召集されて満洲におり、終戦後もソ連によるシベリア抑留で長期にわたる抑留生活を強いられ、村上の5歳の誕生日に舞鶴港へ復員して来たため、村上は父の存在や顔を知らなかった。地元では旧家で、男子の孫である為にそれまで祖父をはじめ家族から少々甘やかされて育ったが、父の帰郷翌日から生活は180度変わった。猿橋郵便局長となった父には絶対に服従で、言う事を聞かないと容赦なく平手打ちが飛び反抗も出来ず、父には正面から物をねだるなど絶対出来なかった。
小学4年時にようやく父の許可を取ってソフトボール部に入部したが、それは小学生の間のみ野球をしても良いというものであり、当初は素手競技ーしていた。「グローブが欲しい」と直接父に言えない村上は、姉の助言で父が寝入ったのを見計らって枕元にそっと置き手紙をし、やっとのことで手に入れた。
猿橋中学校に入学すると父の言う通りに柔道部に入部させられたが、3ヶ月で退部し、2年生の秋には父に内緒で野球部に入った。秘密はすぐに発覚したが、地元の名士であった父は村上らが練習している競技場を横切り、監督の先生に会うために教員室にまっすぐ入った。父は「息子が勉強をおろそかにせず、成績も下がらなければ野球を続けさせてもよい。」という条件で在部許可を出したが、当時まだ若かった先生はその時の父に少々震えていた。戦争でシベリアに抑留された経験もある父は戦地で何人もの負傷兵を目の当たりにし、自身も戦地で負傷し入院した事があったせいか、村上を外科医にさせたかった。そのために勉強にはかなりうるさい父であり、当時は塾通いもさせられ、中学で1年足らずの野球生活を終えた。

### 高校時代
中学時代に頭角を現し、人伝に評判を耳にした田丸仁監督に誘われ、中学卒業後の1960年に法政大学第二高校へ進学。村上を含む新人部員約200名が入部したため、部員の数を減らすために、毎日練習が終わってから過酷な競走を課されていた。3年生を筆頭に競技場を10周以上走る「ダービー」をやった挙句、競技場を整備して終わるような日々が続き、毎日20～30名ずつ部員は減った。休んだ者は即退部となったため、村上が3年次の1962年までには部員は30名程度になった。
2年次の1961年、春の選抜に1番手・柴田勲の控え投手として出場し、準決勝の平安戦では柴田を代わりして登板。この大会で法政二高は、決勝で高松商を降し、前年からの夏春連覇を達成する。1年次の夏に甲子園出場が決まった際には田丸が「甲子園の長椅子に入りたいか」と聞いてくれたが、村上は「監督さんにお任せします」と答えてしまい、練習の手伝いや観客席での応援に回されていた。柴田以外の仲間に的場祐剛、是久幸彦がいた。法政二高は同年の夏の甲子園にも出場するが、村上は県大会の直前の打撃練習で打球が手首に直撃し骨折したため欠場し、左手に包帯を巻いて1年前と同じように観客席で応援した。秋季大会も骨折の影響で県大会で敗退し、3年次の1962年は春の選抜出場が叶わなかった。夏は1番手として県予選準決勝まで進出するが、直前に罹った食中毒の影響で慶應高に敗退、甲子園には届かなかった。
高校時代は夜、テレビでやっていた西部劇「ローハイド」を見るのが楽しみであった。

### 高卒新人時代～フレズノ時代
高校卒業後は医者は無理でも、特定郵便局であった実家の後を継ぐため大学進学を予定していたが、村上を目に留めた南海ホークスの監督である鶴岡一人自らが村上家を訪問し、鶴岡から「ウチへ入ったらアメリカに行かせてやる」と口説かれ、高校在学中の1962年9月に南海と契約を結ぶ。1年目の1963年には神宮で行われたジュニアオールスターゲームにウェスタンリーグ選抜チーム選出で出場するが、敗戦投手となる。2年目の1964年のキャンプ後半、いきなり球団フロントからパスポートを取る準備をするよう言われ、新人の高橋博士・田中達彦と共に3月10日に渡米。メジャーリーグ・ジャイアンツ傘下の1Aフレズノに野球留学で派遣されたが、この時、ジャイアンツはメジャー昇格者が出た場合、1万ドルの金銭トレードで契約できるという条項を入れたが、南海側は昇格者が出るわけがないと高を括っていた。当時の村上はまだアメリカの事などよく知らず、羽田空港から飛び立ったジェット機は一度ホノルルで給油し再びサンフランシスコへと向かい、サンフランシスコ上空から地上を見下ろした時には「まるで美しいおとぎの国」に来たかのように思えた。到着するとすぐジャイアンツ所有のキャンドルスティック・パークへ行き、球団関係者に挨拶した後にネクタイを締めたままマウンドに立った時には「ここで投げてみたいなあ」と思った。
村上ら若手の一行はアリゾナから1時間ほどのフェニックスに向かったが、そのキャンプ地は砂漠の真ん中でたった一本通っている道に面していて、樹木は無く、遠くに茶色い山があるだけで、まるで西部劇を観ているような環境であった。アメリカに行くまではついていてくれた通訳も1週間で帰国してしまい、言葉の分からない3人だけで1ヵ月半の間もマイナーの選手達と練習するという心細い環境であったが、単語だけの会話に終始し辞書をポケットにグランドに出て選手達と出来るだけ会話をする事を心がけた。村上が「今でも忘れられない」と語っているのは朝食が美味しかった事で、当時のホークスのキャンプは米飯と味噌汁、目玉焼きにアジの干物と純和風であり、アメリカのオレンジジュースやフレッシュなレタスのサラダ、ハム、ベーコン、ミルク等全てが当時の日本では味わえない贅沢感と旨さを感じた。
最初は練習が朝10時から午後1時過ぎで終わるため時間潰しに苦労したが、日が経つにつれて友達も出来て楽しくなり、特に日本人を見た事のない選手が多く、向こうから英語やスペイン語で話しかけてきて楽しく過ごせるようになった。初めはマイナーのシステムを知らなかったため、昨日友達となった選手を翌朝見かけないので他の人に聞いてみて「クビになり国へ帰らされた」と知らされたこともあり、「マイナーの選手はまだ契約をしていないため、実力が無いとすぐその場でクビになる」と聞かされ、改めて「アメリカ野球社会は厳しいなぁ」と実感した。練習後には時々ヒッチハイクをして100km/hのスピードで約20分もかけて近郊の町へ行き、買い物も楽しんだが、練習試合では最初3Aに配属されるも途中から1Aに降格させられ、いつまで経っても給料をくれず、言葉が通じないので理由を聞くことも出来なかった。そのうちに日本から持参した金も残り少なくなり、町へ行く事もやめ、キャンプも終わると、村上ら3人の配属はバスで24時間もかかるカリフォルニア州フレズノであった。一旦ホテルに入った村上らは聞かされていた世話をしてくれるという日系人の後見人を待ったが、3日経っても現れず、金の無くなってきた村上らはフレズノにある東京銀行に飛び込んで事情を説明しアパートを探してもらう事にしたところ、そこで偶然出会った日系二世の佐伯宅に下宿させてもらう事となり、シーズン開幕後の月末に1週間分ほどの給料を貰った。
2週間程して後輩2人はモンタナ州にあるルーキーリーグへ行くことになり、村上一人となったが、佐伯が日本語を話せた事と球場への送り迎えをいつもしてくれた為助かった。当初派遣は6月中旬までの予定であったが、この年ジョー・スタンカ、杉浦忠の両輪に野村克也や広瀬叔功を擁して日本一になるなど戦力は充実しており、帰還要請はなかった。村上はクローザーとして7・8・9回を投げる役目に回され、1Aフレズノは村上の好投で首位を突っ走って8月中旬には優勝を確実にする所まで来たある日、クラブハウス内で選手達が神妙な顔をして話をしていた。9月1日からメジャーのベンチ枠が25名から40名になるという事で、この1Aからも誰か行くかも知れないという話であり、このチームには、首位打者とホームラン王の2人、それに最多勝の投手がいるから誰かが行くかも知れないと噂をしていて、その話をしている中の一人に「マッシー!ひょっとしたら君にもチャンスがあるよ」と言われ、その時の村上は「なるほどそんな事もあるのかな～」と思うくらいであったが、8月28日に監督が「どうもマッシーがメジャーに昇格するらしい」と言ってきて、翌29日の試合前に村上にそっと「君に決定した。マイナーのGMがエアーチケットとホテルのアドレスを持ってくるからその指示に従いなさい」と伝えてくれた。30日にはGMが来て選手達の前で村上がメジャーに昇格する事を発表し、選手達は心から祝福してくれたが、試合後の村上は慌ただしく荷物をまとめて下宿先へ飛んで帰るも、これからが大変であった。31日朝にプロペラ機でサンフランシスコに飛び、ジェット機に乗り換えてニューヨークのジョン・F・ケネディ空港へ、そこからバスでマンハッタンにあるホテルへ一人で行かなくてはならず、この時に約半年間の短期間で習得したての拙い英語を使いながら苦労して行ったが、サンフランシスコへ誰かが迎えに来ても良いのではないかとも思った。ホテルでようやくチェックインしようとしたら村上の名前が載っておらず、ロビーで待つこと20分間も再び心細くなり、球団職員がやって来て無事チェックインすることができたが、部屋で待つ2時間も何の連絡もなく腹は減ってきて、知らない街で表へも出られず仕方なくホテルのレストランへ入った。ウエイトレスに案内され席に着こうとすると、スパニッシュ系の2人の男から「君はジャパニーズ・ピッチャーか?」と声を掛けられ、村上は即座に「そうだ」と言うと、2人は「ここに座って一緒に食べよう」と言うので喜んで同席したが、この2人はジャイアンツのエースフアン・マリシャルと遊撃手のホゼ・パガンであると後で分かる。メニューが分からず同じ物を頼んで食べ、昨日までの1Aではホットドッグかハンバーグがご馳走であった村上には値段が高く驚いたが、この時でも「今日は同席の2人に合わせてローストビーフでも仕方ないが、給料の安い私はとても明日からはこんな贅沢は出来ない」と考えてしまった。

### ジャイアンツ時代
9月1日に村上はメジャーの選手に紹介されてニューヨーク万博を見に行った後、会場の隣にあるメッツの本拠地シェイ・スタジアムへ行ったが、日本の球場よりも綺麗で、前日まで板塀の薄暗い球場で試合をしていたためか、出来たて（1964年4月17日開場）の球場が本当に美しく思えた。練習していた村上はアンダーシャツの色がジャイアンツカラーと違ったほか、その色がライバルのドジャースカラーで突然叱られてしまったが、村上はすぐに袖を切りグランドに飛んで出て練習をしていると、球団職員が村上を呼びに来て、契約書にサインをするように言った。村上はフレズノを出る時「契約書には十分気を付けなさいよ」と言われていて拒否し続けたが、頑として拒む村上に球団職員は困り果てスタンドから日本語の分かる人を探してきて、説明を聞いて初めて納得してサインをしたのは試合開始15分前であり、GMはその契約書を持つや否や電話の所に走っていき、ナショナル・リーグの事務局へ電話で報告していた。
ゲーム開始後に村上はすぐレフト側にあるブルペンへ行くよう言われ、試合はジャイアンツが点を取れずに7回が終わったところで4-0とリードされていた8回表のブルペンに「8回裏マッシーが行け」と電話が入り、既にウォームアップはしていたものの、いざ決まると少し緊張した。8回裏に場内アナウンスが「ナウ・ピッチング!ナンバー・テン・マサノリ・ムラカミ」と響き、ブルペンで最後の一球を力一杯投げレフトフェンスの扉を開け場内に入って行くと、カクテル光線に照らされた濃い緑色の芝生の上を一歩一歩踏み締めながらマウンドへ向かったが、4万の大観衆の中で緊張のあまりあがってはいけないと思って咄嗟に坂本九の「スキヤキ・ソング」を口ずさみながらマウンドに進み、アルヴィン・ダーク監督や捕手と内野手が集まり「グッドラック!」と励ましてくれたほか、スタンドの声も言葉が通じなかったのが幸いしてかウォーミングアップは意外と落ち着いて出来た。1球目のサインはアウトコースの速球で、思っていた通りに村上の気持ちが捕手のトム・ハラーに伝わり、アウトローへパーフェクトのストライク、そして三振、安打、三振、遊ゴロに打ち取りデビューを0に抑える事ができ、チームは2-4で負け続投は出来なかったもののアジア人初のメジャー登板を果たし、村上は翌朝の新聞を見た時に各紙大きな見出しで「日本人初のメジャー・リーガー」と書かれて胸が高鳴った。マイナー時代から一転して一流のホテル、一流のレストランと待遇も大きく変わり、ニューヨーク→フィラデルフィア→ヒューストンと転戦して本拠地サンフランシスコに帰った時は、空港にアメリカ人は元より日系人が村上の快挙を祝福しに集まっていた。6度目の登板となる9月22日にはコルト45's戦の9回無死一、二塁で緊急登板しアジア人初セーブを挙げた。9月29日のコルト45's戦では9回同点の場面で登板して11回までを無失点に抑え、11回にチームがサヨナラ勝ちしたためアジア人初のメジャー勝利投手となった。同年は9試合に投げ1勝1セーブ・防御率1.80の好成績を収めたが、当時の日本は東京五輪の準備と開催の真っ只中であったため、日本マスコミの扱いは小さかった。
メジャー1年目のシーズンオフはアリゾナのウインターリーグに参加し、アリゾナ州立大学の学長は日系2世で、一人では大変だろうからと、電気釜やテレビを貸してくれた。11月にアメリカを代表するコメディアンであるボブ・ホープのショーを見にハリウッドまで行くと、チームの先輩も来ており、「今日は珍しいお客さまが来ています」と一緒に紹介されたこともあった。
1965年もジャイアンツとの契約を結んだが、そのオフにホークス球団が留学の際の契約を反故にし村上を帰還させるよう主張したことで、村上の保有権を巡りホークス・ジャイアンツ両球団間で紛糾が勃発した。話し合いは平行線をたどり、また、メジャーリーグのフォード・フリックコミッショナーは当然のことながらジャイアンツを全面支持した。これに対し、日本野球機構の内村祐之コミッショナーは1965年シーズン終了をもって復帰させるという妥協案を提示し、シーズン開幕後の4月末にようやく決着した。この時、長い時間悩まされた村上は、2月は呉のキャンプに参加して、その後は大阪球場や中百舌鳥球場で練習。たまに一軍の打撃投手を手伝ったりもしたが、練習はしていいものの、公式戦の出場は認められなかったため、開幕後は飼い殺し状態となった。再渡米する際に鶴岡に「この決定があと1ヶ月遅ければプロ野球界から足を洗うつもりでした」と伝えた。
5月5日に再渡米しチームに合流すると、翌6日には再会を祝して同じ誕生日であるキャプテンのウイリー・メイズと誕生日を共に祝ったが、その時の村上には一抹の不安があり、練習はしていてもまだゲームで投げた事がなく、メジャーリーガー相手にどれだけのピッチングが出来るのか自信はなかった。最初の5試合程は納得のいく内容ではなかったが、徐々に自分のピッチングが出来るようになり、特にドジャース相手には内容も良く、村上があまりにもドジャースに好投するので、監督に村上を使うと殺すという脅迫状が来て一時はFBIが見張っていたという事もあった。シーズン中には色々な出来事があり、ある試合で、マウンドへやってきたハーマン・フランクス監督に「Herman!Take a hike!!」と言ったことがあり、翌日の新聞に「マッシーが監督を追い返した」という記事が掲載された。驚いて調べると、「あっちへ行け」「出ていけ」という意味のスラングであった。監督は試合に勝利して機嫌を損ねなかったが、村上は意味を知っていたら絶対に言わなかった。実は、出番がやってきてブルペンを出ようとしたら、ブルペン捕手が「もし監督や捕手がマウンドへ来ようとしたら、Take a hike!!と叫ぶんだぞ」と言ったため、村上は言われた通りにしただけであった。フレズノ時代もチームメイトからスラングを教わって、下宿先の寮母に意味を聞いたところ、「絶対に白人女性に向かって言うんじゃないよ。下手すりゃ刑務所行きだよ」と脅かされた。
ある日のドジャース戦の8回2死で、サンディー・コーファックスに打順が回った際、ベンチから何か指示が出て、村上は最初「相手は投手だけど、真ん中に投げると打たれるぞ」という意味だと思った。凡打に仕留めてベンチへ戻ると「どうしてアウトにしたんだ。際どいコースを狙って、歩かせてほしかった」と返ってきた。次打者は6年連続盗塁王のモーリー・ウイルスで、次の回に出塁されると盗塁されて得点されるから、一塁を埋めて勝負しろということであった。ウイルスは次の回に、一邪飛に打ち取っている。
6月29日のドジャース戦ではコーファックスから三塁前へバント安打を決めてアジア人初安打を記録し、8月15日には「ムラカミデー」と銘打たれた試合で、メジャーでは最初で最後となる先発も経験した。
ドジャース戦で打席に入ったマリシャルが振り向きざまにバットで捕手のジョン・ローズボロの頭部を一撃した時は、10分間程の乱闘の末にプレーが再開し、3番のメイズはコーファックスのカーブを見事に3ラン本塁打してジャイアンツは勝利したが、そのメイズのユニホームは頭部を割られたローズボロの鮮血で真っ赤に染まっていて、村上もこの試合に抑えで出てセーブを取った。この年は中継ぎとして45試合に登板し一時はクローザーを任されるほどの活躍を見せ、4勝1敗8セーブ・防御率3.75の好成績を残した。
村上は都合2年間メジャーでプレーし、ジャイアンツ側は1966年も貴重な戦力として再契約する意向であった。日米どちらでプレーするか選択権があると考えていた村上もメジャーでのプレーを望んでいたが、入団時の鶴岡との約束である「野球留学」という言葉を念頭に、約束を曲げてまで自分勝手な決定は出来ないと考え、あえて復帰。最終的に1995年にメジャーに移籍した野茂英雄の登場以降、数多くの日本人大リーガーの活躍によって村上が残した戦績は相対的に小さなものとなってしまったが、上記のようにまだ若く、しかも成績上昇中の中で無理矢理帰国させられたこと、二人目の野茂に30年も先んじていることを合わせると、その果たした歴史的役割は非常に大きい。しかし村上自身は95年3月に週刊ベースボール誌上で「ベロビーチ･キャンプ･リポート! 元大リーガー!マッシー村上が野茂<ドジャース>の甘えを呵る!!」と題して誌上4ページを使用して、野茂を批判している。
メジャーリーグへの移籍の相談に鶴岡の自宅に出向いた際に、後から来た先輩外野手の大沢啓二が「こんな冷たいチームに義理立てする必要はない」と言って鶴岡と口論になったという。一方、当時千葉ロッテマリーンズの前身・東京オリオンズ当時の青木一三スカウト部長は、10年選手制度が移籍の原因であることを認めた上で、鶴岡が自ら青木に「（大沢を）獲ってやってくれ」という依頼をしてきたと著書で記している

### 日本球界復帰～SFジャイアンツ打撃投手
1965年オフに鶴岡の勇退予定が、後任の蔭山和夫の急死で、改めて鶴岡が復帰した。村上はまだアメリカで野球を続けたかったが、鶴岡への義理を果たすため、1966年に復帰した。アメリカでメジャーリーガーの筋肉の凄さを目の当たりにし、帰国すると鍛冶職人に実家にあったものより2倍くらい重いまさかりを作ってもらった。3kgほどのまさかりを使って、オフの間に実家の風呂で使う薪を割った。1年分を1ヶ月間で割ったため確かに筋肉はついたが、今度は体の切れがなくなった。ある有名なOBが新聞に「左投手はオーバースローじゃないと大成しない」と書いていたため、スリークオーターであったフォームも変えたが、左肩の後ろが痛くなって、ボールが思うようにいかなくなった。そのため同年は6勝4敗・防御率3.08を記録してリーグ優勝に貢献するが、当初の期待ほどの活躍はできず不評を買う。巨人に敗退した日本シリーズでは、リリーフながら全6戦中5戦に登板。1967年も41試合に登板するが、3勝1敗・防御率4.03と勝ち星は伸びなかった。1968年には大きく飛躍し、6月29日の近鉄戦（大阪）で日本での初先発を完投勝利で飾ると、先発にリリーフにフル回転。7月9日の埼玉西武ライオンズの前身・西鉄ライオンズ戦（大阪）から9月1日の東京戦（大阪）まで12連勝を記録する。同年は初めて規定投球回（皆川睦雄に次ぐリーグ2位、防御率2.38）に達し、18勝（これも皆川睦雄に次ぐリーグ2位）4敗を記録。勝率.818で最高勝率のタイトルを獲得した。二軍で投げている時に渡会純男が「今のお前は上から投げているけど、肘の位置を下げてみたらどうだ」とアドバイスし、スリークオーターに戻すと、球に切れが出てきたのが飛躍のきっかけであった。その後も先発として活躍を続け、1971年にはチーム1位の14勝を挙げ1971年のオールスターゲーム (日本プロ野球)でも野村捕手とバッテリー組み中日球場での第2戦では4回裏3番王貞治に二塁打浴びたが4番長嶋茂雄5番の代打田淵幸一を討ち取り、後楽園球場での第3戦では6回表オールセントラルの一番打者で高校の先輩・柴田を遊撃ゴロに討ち取った。1973年には先発陣を外れたものの、前期優勝及び1973年のパシフィック・リーグプレーオフ制覇に貢献し、同年の巨人との日本シリーズでも登板。
1972年頃からは選手兼任監督たる野村の自身の起用法に不満があり、1974年には登板機会が減少。同年オフには相羽欣厚と共に、和田徹と野上俊夫との交換トレードで、吉田義男新監督率いる阪神タイガースへ移籍。阪神では主に中継ぎとして起用されるが、9月14日の大洋戦（甲子園）で1試合だけローテーションの谷間に先発し、早々に打ち込まれ敗戦投手となった。またフレズノ時代のチームメイトで、前年から阪神に在籍していたボビー・テーラーと11年ぶりに再会している。
1975年オフに後藤和昭と共に東田正義との交換トレードで、かつての同僚である大沢新監督率いる日本ハムファイターズへ移籍。1976年から中継ぎとして復活し、1977年にはリーグ最多登板を記録。1978年も2年連続リーグ最多登板で12勝10セーブを挙げたが、三原脩球団社長は「投手というのは稲尾和久みたいに、先発完投しないといけないんだ」と言って、給料を上げてくれなかった。その後も安定した活躍を続け、1981年には日本ハムの後期優勝及び年間勝率トップ、そして1981年のパシフィック・リーグプレーオフ制覇に貢献、同年の巨人との日本シリーズでは2試合に登板。
1982年、日本ハムは2年連続後期優勝及び年間勝率1位となったが自身は僅か2試合の登板に終わり、プレーオフの登板機会も無くオフに退団し、これが現役選手としての引退となった。
1983年、サンフランシスコ・ジャイアンツのスプリングキャンプに参加。選手契約には至らなかったが、ホームゲーム専用の打撃投手として契約した。

### 解説者-コーチ時代
帰国後は「マッシー・村上」名義でニッポン放送「ショウアップナイター」解説者（1984年 - 1985年）を務め、大沢球団常務の要請で古巣・日本ハム二軍投手コーチ（1986年 - 1988年）を務めた。
1989年からは杉浦忠監督の要請でダイエーグループが南海電鉄から買収のホークス一軍投手コーチに就任し、1990年は二軍投手コーチを務めるも解任。ホークス二軍投手コーチ解任後はNHK BS1解説者（1991年 - 1992年）を経て、森祇晶監督の推薦で西武二軍投手コーチ（1993年 - 1994年）を務めた。日本ハムコーチ時代には松浦宏明を一軍に送り出したことを大沢に評価され、1987年オフに一軍投手コーチへの配置転換の話が出たが、高田繁監督が村上の一軍コーチ加入を拒否。翌年も二軍投手コーチを務めて退団するが、奇しくも高田も1988年限りで日本ハムを退団している。1994年にはSFジャイアンツ入団30周年記念の催しを“マッシー・デー”としてサンフランシスコで開き、西武退団後の1995年にはメジャーリーグOBオールスターゲームに日本人として初めて出場。
1999年から2000年には日本初のアマ野球硬式全日本女子チーム「チーム・エネルゲン」初代監督を務め、2001年からはゼネラル・マネージャーとなり、「チーム・アミノバリュー」に改称した2004年まで務めた。

### 現在
その後はサンフランシスコ・ジャイアンツ極東担当スカウト、デイリースポーツ評論家、2018年までNHK-BS1「メジャーリーグ中継」解説者を務めた。2019年からはJ SPORTS「メジャーリーグ中継」解説者として活動。プロ野球マスターズリーグの東京ドリームスにも参加していた。
2014年5月15日にAT&Tパークで行われたサンフランシスコ・ジャイアンツ対マイアミ・マーリンズ戦で始球式を行った。2015年6月末からは約3週間渡米。同年春にアメリカで村上の半生記が出版されたため、宣伝や講演でシカゴ→ボストン→ニューヨーク→クーパーズタウン→ロサンゼルス→サンフランシスコなどを回り、シンシナティでオールスターゲームを観戦して帰国した。
2024年5月17日にオラクル・パークで行われたサンフランシスコ・ジャイアンツ対コロラド・ロッキーズ戦で始球式を行った。
長年の社会貢献活動が認められ、2023年に「マーシャル・グリーン賞」を、2024年に「第14回日本スポーツ学会大賞」を受賞。
2025年3月18日に東京ドームで行われたシカゴ・カブス対阪神タイガース戦（MLBプレシーズンマッチ）で始球式を行った。同年7月29日にヤンキー・スタジアムで行われたニューヨーク・ヤンキース対タンパベイ・レイズ戦で始球式を行った。

## 詳細情報

### 年度別投手成績
| 年 度     | 球 団     | 登 板 | 先 発 | 完 投 | 完 封 | 無 四 球 | 勝 利 | 敗 戦 | セ 丨 ブ | ホ 丨 ル ド | 勝 率 | 打 者 | 投 球 回 | 被 安 打 | 被 本 塁 打 | 与 四 球 | 敬 遠 | 与 死 球 | 奪 三 振 | 暴 投 | ボ 丨 ク | 失 点 | 自 責 点 | 防 御 率 | W H I P |
| --------- | --------- | ----- | ----- | ----- | ----- | -------- | ----- | ----- | -------- | ----------- | ----- | ----- | -------- | -------- | ----------- | -------- | ----- | -------- | -------- | ----- | -------- | ----- | -------- | -------- | ------- |
| 1963      | 南海      | 3     | 0     | 0     | 0     | 0        | 0     | 0     | --       | --          | ----  | 10    | 2.0      | 2        | 1           | 2        | 0     | 0        | 2        | 0     | 0        | 1     | 1        | 4.50     | 2.00    |
| 1964      | SF        | 9     | 0     | 0     | 0     | 0        | 1     | 0     | 1        | --          | 1.000 | 53    | 15.0     | 8        | 1           | 1        | 0     | 0        | 15       | 0     | 1        | 3     | 3        | 1.80     | 0.60    |
| 1965      | SF        | 45    | 1     | 0     | 0     | 0        | 4     | 1     | 8        | --          | .800  | 304   | 74.1     | 57       | 9           | 22       | 5     | 3        | 85       | 3     | 0        | 31    | 31       | 3.75     | 1.06    |
| 1966      | 南海      | 46    | 2     | 0     | 0     | 0        | 6     | 4     | --       | --          | .600  | 387   | 96.1     | 80       | 10          | 25       | 1     | 8        | 66       | 1     | 0        | 34    | 33       | 3.08     | 1.09    |
| 1967      | 南海      | 41    | 1     | 0     | 0     | 0        | 3     | 1     | --       | --          | .750  | 340   | 80.1     | 72       | 11          | 26       | 0     | 7        | 60       | 2     | 0        | 36    | 36       | 4.03     | 1.22    |
| 1968      | 南海      | 40    | 19    | 9     | 1     | 1        | 18    | 4     | --       | --          | .818  | 718   | 177.2    | 141      | 18          | 40       | 3     | 10       | 90       | 1     | 0        | 54    | 47       | 2.38     | 1.02    |
| 1969      | 南海      | 31    | 14    | 3     | 0     | 1        | 7     | 9     | --       | --          | .438  | 513   | 119.0    | 139      | 19          | 32       | 1     | 3        | 47       | 0     | 0        | 64    | 60       | 4.54     | 1.44    |
| 1970      | 南海      | 32    | 24    | 9     | 2     | 2        | 11    | 11    | --       | --          | .500  | 791   | 191.1    | 167      | 18          | 52       | 2     | 14       | 75       | 1     | 0        | 79    | 69       | 3.25     | 1.14    |
| 1971      | 南海      | 38    | 31    | 13    | 0     | 0        | 14    | 15    | --       | --          | .483  | 992   | 234.2    | 233      | 36          | 63       | 3     | 16       | 78       | 0     | 0        | 122   | 107      | 4.10     | 1.26    |
| 1972      | 南海      | 33    | 19    | 6     | 1     | 1        | 11    | 9     | --       | --          | .550  | 652   | 147.1    | 156      | 20          | 46       | 0     | 20       | 57       | 3     | 1        | 79    | 70       | 4.28     | 1.37    |
| 1973      | 南海      | 23    | 8     | 0     | 0     | 0        | 2     | 4     | --       | --          | .333  | 295   | 65.2     | 75       | 8           | 25       | 0     | 7        | 27       | 1     | 0        | 42    | 38       | 5.21     | 1.52    |
| 1974      | 南海      | 10    | 2     | 1     | 1     | 0        | 1     | 2     | 0        | --          | .333  | 89    | 24.2     | 13       | 1           | 3        | 0     | 3        | 10       | 0     | 0        | 7     | 5        | 1.82     | 0.65    |
| 1975      | 阪神      | 18    | 1     | 0     | 0     | 0        | 2     | 1     | 1        | --          | .667  | 89    | 19.1     | 24       | 4           | 7        | 0     | 2        | 8        | 0     | 0        | 14    | 11       | 5.12     | 1.60    |
| 1976      | 日本ハム  | 32    | 1     | 0     | 0     | 0        | 1     | 0     | 0        | --          | 1.000 | 229   | 53.0     | 61       | 7           | 15       | 0     | 0        | 17       | 0     | 0        | 24    | 22       | 3.74     | 1.43    |
| 1977      | 日本ハム  | 61    | 0     | 0     | 0     | 0        | 7     | 4     | 6        | --          | .636  | 446   | 112.1    | 96       | 7           | 19       | 8     | 3        | 78       | 0     | 0        | 36    | 29       | 2.32     | 1.02    |
| 1978      | 日本ハム  | 57    | 2     | 0     | 0     | 0        | 12    | 11    | 10       | --          | .522  | 530   | 130.2    | 125      | 12          | 29       | 9     | 9        | 59       | 0     | 0        | 54    | 44       | 3.03     | 1.18    |
| 1979      | 日本ハム  | 45    | 0     | 0     | 0     | 0        | 5     | 3     | 11       | --          | .625  | 419   | 98.2     | 101      | 16          | 30       | 5     | 6        | 42       | 1     | 0        | 50    | 46       | 4.20     | 1.33    |
| 1980      | 日本ハム  | 37    | 0     | 0     | 0     | 0        | 2     | 3     | 2        | --          | .400  | 294   | 67.0     | 70       | 12          | 28       | 3     | 4        | 31       | 0     | 0        | 39    | 35       | 4.70     | 1.46    |
| 1981      | 日本ハム  | 17    | 0     | 0     | 0     | 0        | 1     | 1     | 0        | --          | .500  | 98    | 20.1     | 28       | 1           | 9        | 1     | 1        | 10       | 0     | 1        | 13    | 10       | 4.43     | 1.82    |
| 1982      | 日本ハム  | 2     | 0     | 0     | 0     | 0        | 0     | 0     | 0        | --          | ----  | 10    | 2.0      | 3        | 0           | 1        | 0     | 0        | 1        | 0     | 0        | 2     | 2        | 9.00     | 2.00    |
| NPB：18年 | NPB：18年 | 566   | 124   | 41    | 5     | 5        | 103   | 82    | 30       | --          | .557  | 6902  | 1642.1   | 1586     | 201         | 452      | 36    | 113      | 758      | 10    | 2        | 750   | 665      | 3.64     | 1.24    |
| MLB：2年  | MLB：2年  | 54    | 1     | 0     | 0     | 0        | 5     | 1     | 9        | --          | .833  | 357   | 89.1     | 65       | 10          | 23       | 5     | 3        | 100      | 3     | 1        | 34    | 34       | 3.43     | 0.99    |

- 各年度の太字はリーグ最高

### タイトル
NPB
- 最高勝率：1回 （1968年）

### 記録
MLB初記録
- 初登板：1964年9月1日、対ニューヨーク・メッツ14回戦（シェイ・スタジアム）、8回裏に3番手で救援登板・完了、1回無失点
- 初奪三振：同上、8回裏にチャーリー・スミスから
- 初セーブ：1964年9月22日、対ヒューストン・コルト45's14回戦（コルト・スタジアム）、9回裏に2番手で救援登板・完了、1回無失点
- 初勝利：1964年9月29日、対ヒューストン・コルト45's16回戦（キャンドルスティック・パーク）、9回表に2番手で救援登板・完了、3回無失点（延長11回）
- 初先発：1965年8月15日、対フィラデルフィア・フィリーズ14回戦（キャンドルスティック・パーク）、2回1/3 3失点（自責点3）

NPB初記録
- 初登板：1963年6月1日、対毎日大映オリオンズ10回戦（大阪スタヂアム）、9回表に2番手で救援登板・完了、1回無失点
- 初奪三振：同上、9回表に塩津義雄から
- 初勝利：1966年4月12日、対東映フライヤーズ1回戦（後楽園球場）、7回裏に4番手で救援登板・完了、4回無失点（延長10回）
- 初先発：1966年8月4日、対近鉄バファローズ17回戦（日生球場）、5回2失点（自責点2）
- 初先発勝利・初完投勝利：1968年6月29日、対近鉄バファローズ16回戦（大阪スタヂアム）、9回3失点（自責点2）
- 初完封勝利：1968年8月18日、対西鉄ライオンズ19回戦（小倉球場）
- 初セーブ：1975年4月6日、対中日ドラゴンズ2回戦（中日スタヂアム）、7回裏2死に2番手で救援登板、2/3回無失点

NPB節目の記録
- 100勝：1979年6月17日、対近鉄バファローズ前期11回戦（藤井寺球場）、5回裏2死に2番手で救援登板・完了、4回1/3を無失点　※史上74人目
- 500試合登板：1979年8月29日、対南海ホークス後期8回戦（大阪スタヂアム）、6回裏2死に3番手で救援登板・完了、2回1/3を無失点　※史上41人目

NPBその他の記録
- 1試合5与死球：1972年8月29日、対西鉄ライオンズ20回戦（大阪スタヂアム）[31]※日本プロ野球記録
- オールスターゲーム出場：1回 （1971年）

### 背番号
- 10 （1962年 - 1964年）
- 37 （1965年、1976年 - 1982年）
- 15 （1966年 - 1974年）
- 12 （1975年）
- 73 （1987年 - 1988年）
- 85 （1989年）
- 74 （1990年）
- 76 （1993年 - 1994年）

## 関連情報

### 著書

#### 単著
- 『たった一人の大リーガー』（恒文社、1985年） ISBN 4-7704-0614-2
- 『ヒットバイピッチ：メジャーリーグTV観戦ガイド』（ザ・マサダ、2001年10月、ISBN　4883970736）
- 『ウェルカム・メジャーリーグ 2008』（責任編集、白夜書房（白夜ムック）、2008年4月、ISBN 9784861913983）

#### 監修
- 『大リーグのひみつ』（常野啓漫画、学研まんが新ひみつシリーズ、2003年5月、ISBN 4052017668）
- 『NHKメジャーリーグガイド』シリーズ（2006年 - 2007年、NHK出版編、日本放送出版協会（教養・文化シリーズ）)
- 『メジャーリーグ・完全データ選手名鑑』シリーズ（2004年 - 現在、友成那智編著、廣済堂出版）

### 関連書籍
- 『海を渡る：サムライたちの球跡』（長谷川晶一著、扶桑社、2024年9月、ISBN 9784594098056）